# Route 305 (Nouvelle-Écosse)
Pour les articles homonymes, voir Route 305.
La route 305 est une route secondaire de la Nouvelle-Écosse d'orientation sud-nord située dans le nord-est de la province, desservant la grande région de Sydney. Elle est une route moyennement empruntée. De plus, elle mesure 27 kilomètres, et est une route asphaltée sur l'entièreté de son tracé.

## Tracé
La route 305 débute à Sydney River, sur la route 4. Elle commence par traverser la rivière Sydney, puis elle suit la route 125 au nord de celle-ci, traversant notamment Leitches Creek Station, puis croisant les routes 239 et 223. Elle suit ensuite le bassin de Sydney, puis elle traverse les villes de North Sydney en étant la rue principale. Elle croise ensuite la route 105, tout près de l'entrée vers le traversier vers Terre-Neuve-et-Labrador. Elle traverse ensuite Sydney Mines, puis emprunte la rue principale. Elle se dirige finalement vers l'ouest pour 7 kilomètres jusqu'à Bras d'Or, où elle se termine sur la route 105, la Route Transcanadienne.

## Communautés traversées
1. Sydney River
2. Leitches Creek Station
3. Upper North Sydney
4. North Sydney
5. Centreville
6. Sydney Mines
7. Florence
8. Bras d'Or